# Edeltraud Forster
Edeltraud Forster OSB (* als Mathilde Forster am 9. November 1922 in Bottrop; † am 28. März 2019 in Rüdesheim am Rhein) war eine deutsche Benediktinerin und Äbtissin von Rupertsberg und Eibingen.

## Leben
Mathilde Forster wuchs im Ruhrgebiet auf und war nach dem Notabitur am Ende des Zweiten Weltkriegs und der Nachkriegszeit als Krankenschwester tätig. Während des Studiums der Theologie und Sozialwissenschaften an der Westfälischen Wilhelms-Universität in Münster entschloss sie sich zum Eintritt in den Benediktinerorden. 1949 trat sie als Novizin in die Benediktinerinnenabtei St. Hildegard in Eibingen ein und nahm den Ordensnamen Edeltraud an. Viereinhalb Jahre später, am Osterdonnerstag, dem 22. April 1954, legte sie die ewige Profess ab und empfing die Consecratio. Ihr Professspruch aus der Ostersequenz lautete „Gloriam vidi resurgentis“ (Ich habe die Herrlichkeit des Auferstandenen gesehen).
Nach verschiedenen Aufgaben im Konvent wurde sie 1961 zur Novizenmeisterin ernannt. Im August 1978 wurde sie als 38. Nachfolgerin Hildegards von Bingen zur Äbtissin der Abtei St. Hildegard gewählt. Die Benediktion nahm der Limburger Bischof Wilhelm Kempf am 15. September desselben Jahres vor. Ihr äbtlicher Wahlspruch aus dem 3. Hochgebet der Messliturgie lautete „Inveniamur in Christo“ (Eins werden in Christus).
In ihre Amtszeit fiel die Gründung des Tochterklosters Marienrode in Hildesheim. Die Hildegard-Jubiläumsjahre 1979 und 1998 fielen in ihre Amtszeit. Am 20. September 1998 trat sie im Alter von 75 Jahren als Äbtissin zurück. Ihre Nachfolgerin wurde Clementia Killewald. Edeltraut Forster starb im Alter von 96 Jahren im Kreise der Mitschwestern im Kloster St. Hildegard in Rüdesheim.